# 이회정 (1818년)
이회정(李會正, 1818년 9월 23일 ~ 1883년 5월 3일)은 조선시대 후기의 문신으로 의금부판사, 한성부 판윤, 공조판서, 예조판서 등을 역임했다. 태종의 차남 효령대군의 15대손이며 대한민국의 정치인 이기붕의 증조할아버지이다. 흥선대원군의 측근이었다가 임오군란 때 명성황후 상사(喪事)를 발표하였던 일로 처형되었다. 본관은 전주(全州)이며 처음 이름은 종정(鍾正)이며, 자(字)는 경숙(景淑)이다.

## 기타
효령대군의 15대손이며 명종비 인순왕후의 외할아버지인 전성군 이대의 11대손이고, 10대조는 명종 때의 권신 이량이었다.

## 가족 관계
- 할아버지 : 이현묵(李顯默, 1748년 ~ 1817년, 전성군 이대의 8대손)
  - 아버지 : 이원달(李源達, 1783년 ~ 1857년)
    - 형 : 이회순(李會淳, 1811년 ~ 1875년)
    - 누이 : 엄석풍에게 출가
    - 누이 : 민종하에게 출가
- 부인 : 의령남씨, 남영교(南泳敎)의 딸
  - 아들 : 이덕우(李悳宇, 1842년 1월 18일 ~ 1900년 5월 26일)
    - 손자 : 이정의(李定儀, 1870년 3월 20일 ~ ?)

  - 아들 : 이석우(李錫宇, 1853년 12월 21일 ~ 1881년 11월 23일)
  - 며느리 : 백천조씨(1849년 8월 29일 ~ ?), 조용재(趙容在)의 딸
    - 손자 : 이낙의(李洛儀, 1876년 4월 25일 ~ ?)
      - 증손자 : 이기붕

## 같이 보기
| - 임오군란 - 흥선대원군 - 명성황후 - 안기영 - 권정호 - 임응준 - 이기붕 - 이량 - 전성군 - 인순왕후 - 심의겸 | - 임오군란 - 이준용 - 이회순 - 이원달 - 이승만 |